# Winter-Paralympics 2018/Biathlon
Bei den XII. Winter-Paralympics wurden zwischen dem 10. und 16. März 2018 in Alpensia Biathlon Centre 18 Wettbewerbe im Biathlon ausgetragen.

## Medaillenspiegel
| Platz | Land                            | Gold | Silber | Bronze | Gesamt |
| ----- | ------------------------------- | ---- | ------ | ------ | ------ |
| 1     | Neutrale paralympische Athleten | 5    | 5      | 1      | 11     |
| 2     | Ukraine                         | 4    | 5      | 5      | 14     |
| 3     | Deutschland                     | 3    | —      | 2      | 5      |
| 4     | Vereinigte Staaten              | 2    | 4      | 1      | 7      |
| 5     | Frankreich                      | 2    | 1      | 1      | 4      |
| 6     | Belarus                         | 1    | 2      | 3      | 6      |
| 7     | Kanada                          | 1    | 1      | 4      | 6      |
| 8     | Norwegen                        | —    | —      | 1      | 1      |

## Frauen
| Disziplin      | Klasse        | Gold                  | Gold          | Silber                | Silber        | Bronze               | Bronze        |
| 10. März 2018  | 10. März 2018 | 10. März 2018         | 10. März 2018 | 10. März 2018         | 10. März 2018 | 10. März 2018        | 10. März 2018 |
| -------------- | ------------- | --------------------- | ------------- | --------------------- | ------------- | -------------------- | ------------- |
| 6 Kilometer    | sehbehindert  | Michalina Lyssowa     | 18:48,3       | Oksana Schyschkowa    | 19:26,4       | Swjatlana Sachanenka | 20:28,2       |
| 6 Kilometer    | sitzend       | Kendall Gretsch       | 21:52,0       | Oksana Masters        | 22:14,8       | Lidsija Hrafejewa    | 22:16,3       |
| 6 Kilometer    | stehend       | Jekaterina Rumjanzewa | 17:06,1       | Anna Milenina         | 17:21,8       | Ljudmyla Ljaschenko  | 17:44,4       |
| 13. März 2018  |               |                       |               |                       |               |                      |               |
| 10 Kilometer   | sehbehindert  | Oksana Schyschkowa    | 37:58,9       | Michalina Lyssowa     | 40:12,4       | Clara Klug           | 42:01,6       |
| 10 Kilometer   | sitzend       | Andrea Eskau          | 42:36,6       | Marta Sainullina      | 43:52,1       | Irina Guljajewa      | 44:25,5       |
| 10 Kilometer   | stehend       | Jekaterina Rumjanzewa | 34:10,0       | Anna Milenina         | 35:30,0       | Ljudmyla Ljaschenko  | 36:23,6       |
| 16. März 2018  |               |                       |               |                       |               |                      |               |
| 12,5 Kilometer | sehbehindert  | Michalina Lyssowa     | 37:42,6       | Oksana Schyschkowa    | 39:31,1       | Clara Klug           | 41:05,9       |
| 12,5 Kilometer | sitzend       | Andrea Eskau          | 49:41,2       | Oksana Masters        | 50:00,0       | Lidsija Hrafejewa    | 50:57,0       |
| 12,5 Kilometer | stehend       | Anna Milenina         | 38:56,8       | Jekaterina Rumjanzewa | 39:00,6       | Brittany Hudak       | 41:20,7       |

## Männer
| Disziplin      | Klasse        | Gold               | Gold          | Silber          | Silber        | Bronze               | Bronze        |
| 10. März 2018  | 10. März 2018 | 10. März 2018      | 10. März 2018 | 10. März 2018   | 10. März 2018 | 10. März 2018        | 10. März 2018 |
| -------------- | ------------- | ------------------ | ------------- | --------------- | ------------- | -------------------- | ------------- |
| 7,5 Kilometer  | sehbehindert  | Witalij Lukjanenko | 19:51,0       | Juryj Holub     | 20:05,1       | Anatolij Kowalewskyj | 20:30,1       |
| 7,5 Kilometer  | sitzend       | Daniel Cnossen     | 23:49,7       | Dsmitryj Loban  | 23:57,0       | Collin Cameron       | 23:59,0       |
| 7,5 Kilometer  | stehend       | Benjamin Daviet    | 17:56,6       | Mark Arendz     | 18:25,9       | Ihor Reptjuch        | 18:40,9       |
| 13. März 2018  |               |                    |               |                 |               |                      |               |
| 12,5 Kilometer | sehbehindert  | Juryj Holub        | 39:23,7       | Oleksandr Kasik | 39:26,1       | Jurij Utkin          | 40:19,4       |
| 12,5 Kilometer | sitzend       | Taras Rad          | 45:35,6       | Daniel Cnossen  | 46:37,3       | Andrew Soule         | 47:08,7       |
| 12,5 Kilometer | stehend       | Benjamin Daviet    | 35:25,3       | Ihor Reptjuch   | 35:31,8       | Mark Arendz          | 35:54,7       |
| 16. März 2018  |               |                    |               |                 |               |                      |               |
| 15 Kilometer   | sehbehindert  | Witalij Lukjanenko | 45:12,9       | Oleksandr Kasik | 45:36,5       | Anthony Chalençon    | 46:32,8       |
| 15 Kilometer   | sitzend       | Martin Fleig       | 49:57,2       | Daniel Cnossen  | 50:42,7       | Collin Cameron       | 50:59,1       |
| 15 Kilometer   | stehend       | Mark Arendz        | 42:52,2       | Benjamin Daviet | 43:50,5       | Nils-Erik Ulset      | 44:06,7       |